# Kádár Lajos (tanár)
Kádár Lajos (Mikelaka, 1854. június 21. – Temesvár, 1894. január 26.) ipariskolai tanár.

## Élete
Aradon végezte a négy reáliskolai osztályt. Édesapját elvesztte és mostohaapja nem akarta tovább taníttatni; de a tanulási vágy olyan erős volt benne, hogy mint 13 éves fiú elhagyta a szülői házat, a ménesi jegyzőnél írnokoskodott, ami mellett a reáliskola V. és VI. osztályából is letette a magánvizsgát. Ekkor Lippára ment postagyakornoknak és az expeditori vizsgát Temesváron tette le. Azonban 18 évesnél fiatalabb volt így esküt sem tehetett ezért állást sem kapott. Nagybátyja Thür Ignác alvinci guardian támogatásával eljutott a dévai tanítóképzőbe, ahol mint a legjelesebb tanulók egyike Barcsay főispán gyermekei mellé jutott instruktornak. Két évfolyam elvégeztével 300 forint ösztöndíjat kapott, mellyel Budára ment és ott a polgári iskolai tanítóképzőt is elvégezte. Tanulmányainak befejezése után Paulisra (Arad megye) került nevelőnek Vásárhelyiékhez, ahonnan a paulisi községi iskolához megválasztották tanítónak. Itt két évig működött, azután a révi (Bihar megye) állami népiskolához nevezték ki igazgató-tanítónak, nyolc hónap múlva pedig saját kérelmére Fehértemplomba helyezték át. A temesvári lapokban megjelent cikkei által feltűnt és Török János, akkori polgármester, meghívta a temesvári községi népiskolához, ahonnét 1883 novemberében az ipariskolához jutott és ennek szolgálatában hosszú szenvedés után hunyt el 1894-ben.
Irodalmi munkássága sokoldalú volt és különösen a szatirikus-humorisztikus irányt művelte. Számtalan szakszerű és szépirodalmi cikkei és értekezései a különböző szak- és napilapokban jelentek meg. Az aradi Alföldnek is munkatársa volt (1875., 1879-80., 1885.) Cikke a Délmagyarországi Közlönyben (1890. 290., 291. sz. A modern elbeszélő irodalomból.)

## Munkái
- Osztályrendszer, váltakozó rendszer vagy szakrendszer a népiskolákban. Temesvár, 1883. (Jövedelme a magyar tanítók országos árvaháza alapjának ajánltatott fel.)
- A Zsarnótziak. Regény. Temesvár, 1890. (Ism. Ország-Világ 4. sz.)
- Közéleti fogalmazványok. Az üzleti levelezés és beadványok könyve. A kereskedelmi és ipari törvények alkalmazásával. Bpest, 1892-93. Három rész.

Írt még egy regényt: A nyolczadik hatalom címmel, de ennek adatait Szinnyei nem ismeri.